# Federación (departement)
Federación is een departement in de Argentijnse provincie Entre Ríos. Het departement (Spaans: departamento) heeft een oppervlakte van 3.760 km² en telt 60.204 inwoners. Analfabetisme is 3,8% in 2001.

## Plaatsen in departement Federación
- Chajarí
- Colonia Alemana
- Colonia La Argentina
- Colonias Santa María y las Margaritas
- Colonia Tunas
- Federación
- Gualeguaycito
- La Florida
- La Fraternidad y Santa Juana
- Los Conquistadores
- Paraje Guayaquil
- San Jaime de la Frontera
- San Pedro
- San Ramón
- San Roque
- Santa Ana
- Villa del Rosario